# Schlacht von Armentières
Die Schlacht bei Armentières und Messines vom 13. Oktober bis Anfang November 1914 war Teil des Ersten Weltkrieges und fand am Schluss des Wettlaufes zum Meer statt. Die Schlacht spielte sich an der nördlichen Westfront parallel zur Ersten Schlacht von La Bassée (1914) ab. Sie war in operativer Hinsicht eng mit der nördlicher geführten Ersten Flandernschlacht verwoben, die Kämpfe wurden ab 20. Oktober der Schlacht um Ypern untergeordnet, führten außer der Festlegung der zukünftigen Front zu keinem relevanten Ergebnis und dienten von beiden Seiten nur zur Bindung der gegnerischen Reserven.

## Vorgeschichte

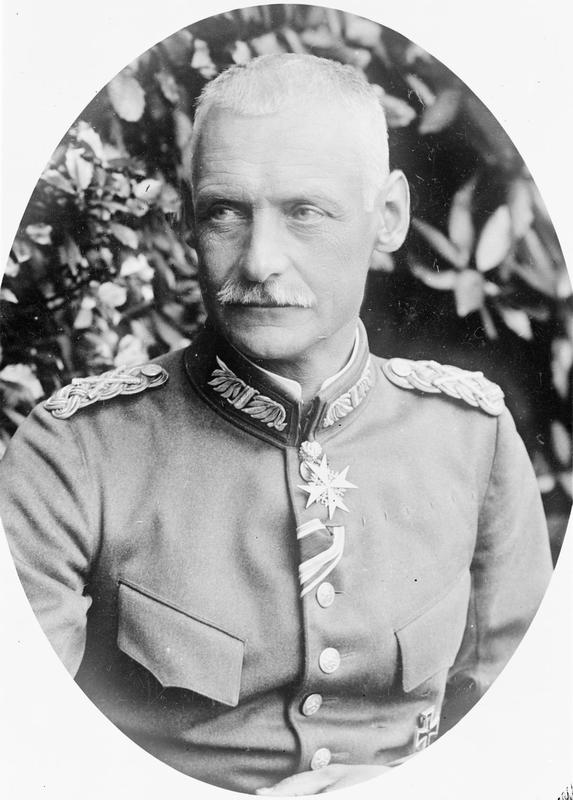
Kronprinz Rupprecht von Bayern, Oberbefehlshaber der deutschen 6. Armee

Die französischen, belgischen und britischen Streitkräfte in Flandern hatten kein einheitliches Kommando, daher wurde der französische General Ferdinand Foch am 4. Oktober zum Kommandanten der Heeresgruppe Nord (Groupe d'armées du Nord) ernannt. Obwohl Foch nicht offiziell das Kommando über britische und belgische Streitkräfte innehatte, wurde seine oberste Führerschaft von beiden Verbündeten anerkannt.
Der bedeutende Industrie- und Verkehrsknoten Lille befand sich ab 12. Oktober fest in der Hand der deutschen 6. Armee. Am gleichen Tag mussten die Franzosen das am Rand des Kohlebeckens gelegene Vermelles gegenüber Truppen des deutschen XIV. Armeekorps aufgeben. Dies zwang die britischen Truppen dazu, Reserven nach Süden abzugeben, um eine Lücke zum französischen 21. Korps (General Maistre) zu schließen. Das englische II. Corps (Smith-Dorrien) war vom 8. bis 9. Oktober in Abbeville eingetroffen und konzentrierte sich im Nordosten um Gennes-Ivergny, Gueschart und Le Boisle um den Vormarsch auf Béthune anzutreten. Die 2. Kavalleriedivision wurde am 9. Oktober in Saint-Pol und Hesdin ausgeladen, die 1. Kavalleriedivision folgte am folgenden Tag. Das britische III. Corps traf am 11. Oktober mit der Bahn in St. Omer ein und rückten vom 12. bis 15. Oktober hinter der linken Flanke des II. Corps in Richtung Bailleul und Armentières zum Lys-Abschnitt vor. Das II. Corps (Smith-Dorrien) sollte nördlich von Lille vorrücken und das III. Corps (Pulteney) sollte zusammen mit dem Kavalleriekorps (Allenby) eine Linie von Armentières nach Wytschaete erreichen. Französische Truppen unter General Conneau sollten das II. Corps entlasten, indem sie über Béthune nach Norden vorgingen, um sich am rechten Flügel als Nachbar zum englischen III. Corps einzufügen. General Pulteney befahl dem III. Corps, den Vormarsch in Richtung Bailleul fortzusetzen, wobei rechts die 6. Division in drei Kolonnen in Richtung Vieux-Berquin und Merris und die 4. Division in zwei Kolonnen in Richtung auf Flêtre marschieren sollte.

### Aufmarsch

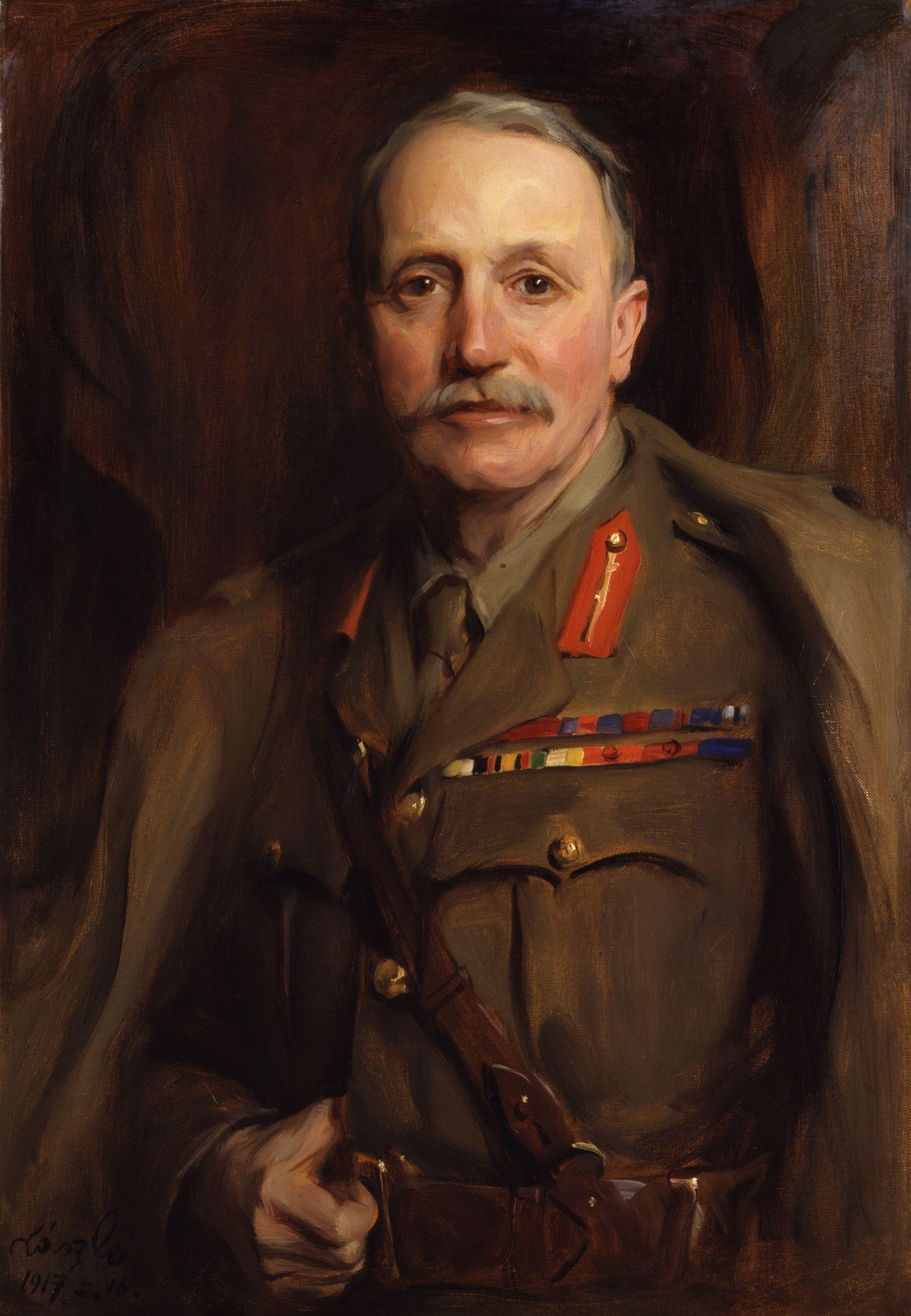
Porträt Pulteneys von Philip Alexius de László

III. Corps (General William Pulteney)
4. Division (Generalmajor Henry F. M. Wilson)
- 10. Brigade (Brigade-General J. A. L. Haldane)
- 11. Brigade (Brigade-General A. G. Hunter-Weston)
- 12. Brigade (Brigadier-General Frederick G. Anley)

6. Division  (Generalmajor John Lindesay Keir)
- 16. Brigade (Brigadier-General E. C. Ingouville-Williams)
- 17. Brigade (Brigadier-General W. R. B. Doran)
- 18. Brigade (Brigadier-General W. N. Congreve)
- Reserve: Firozpur-Brigade (Brigadier-General R. G. Egerton)

Kavalleriekorps Allenby (Generalmajor Edmund Allenby)
1. Kavallerie-Division, Generalmajor Henry de B. de Lisle
- 1. Kavallerie-Brigade, Brigadier-General C. J. Briggs
- 2. Kavallerie-Brigade, Brigadier-General R. L. Mullens

2. Kavallerie-Division, Generalmajor Hubert de la P. Gough
- 3. Kavallerie-Brigade, Brigadier-General, Brigadier-General John Vaughan
- 4. Kavallerie-Brigade, Brigadier-General C. E. Bingham
- 5. Kavallerie-Brigade, Brigadier-General Philip W. Chetwode

3. Kavallerie-Division, Major-General Julian H.G. Byng
- 6. Kavallerie-Brigade, Brigadier-General David G. M. Campbell
- 7. Kavallerie-Brigade, Brigadier-General Charles McM. Kavanagh
- ab 23. November: 8. Kavallerie-Brigade, Brigadier-General Charles Bulkeley-Johnson

Das Hauptquartier des Oberbefehlshabers der B.E.F. unter Feldmarschall French kam am 13. Oktober von der Aisne-Front in Saint-Omer an. Das I. Corps (General Haig) wurde in den folgenden Tagen in Hazebrouck ausgeladen und marschierte nach Ypern, wo bereits die britische 7. Division (General Thompson Capper) an der Seite von französischen Territorialtruppen die Verteidigung der Stadt übernommen hatte. Die Luftaufklärung durch das Royal Flying Corps berichtete von langen Kolonnen deutscher Infanterie, die von Douai nach Lille anrückten und weiter auf Armentières strebten. Der Befehlshaber des Kavalleriekorps, General Allenby hatte Weisung, die Lys zwischen Armentières und Menen zu überqueren um dem III. Corps den Weg nach Nordosten freizumachen und den Kontakt mit der 7. Division (vom IV. Korps) bei Ypern herzustellen. Die britische 2. Kavallerie-Division (General Gough) drängte feindliche Vorposten über Flêtre und Le Coq de Paille zurück. Gegenüber der englischen Vormarschlinie operierte das deutsche Höheren Kavallerie-Kommando 4, welches mit der 3. und 6. sowie der bayerischen Kavalleriedivision nach Bailleul vorstrebte.
Das deutsche XIX. Armeekorps unter General der Infanterie von Laffert hatte mit der sächsischen 40. und 24. Division den Lys-Abschnitt erreicht. Gegenüber hatte die britische 4. Division Méteren und den Mont-Noir besetzt. Die deutsche 3. Kavalleriedivision sah die Straße nach Estaires blockiert, die 6. Kavalleriedivision zog durch Deûlémont und Radinghem nach Prémesques und Fleurbaix vor.
Der deutsche Generalstabschef Erich von Falkenhayn befahl den Einheiten am rechten Flügel der 6. Armee eine Verteidigungslinie von La Bassée über Armentières bis Menen zu bilden, weil der wachsende Mangel an Artillerie-Munition die Offensive beeinträchtigte. Das sächsische XIX. Armeekorps wurde angewiesen, die 40. Division (Generalleutnant Leo Götz von Olenhusen) nördlich von Armentières und die 24. Division (Generalleutnant Hans Krug von Nidda) südlich davon zu etablieren, wobei es in der Nähe von Le Gheer und Ploegsteert zu ersten Zusammenstößen mit der britischen 4. Division kam. Der Nordflügel der 6. Armee wurde vorerst angewiesen in Verteidigung überzugehen, bis die neu formierte 4. Armee in Belgien vollständig versammelt war und die deutsche Nordflanke von Menen bis zum Meer verlängert werden konnte. Im Anschluss an diese Bewegungen drängte die britische 2. Kavallerie-Division (General Gough) den Gegner über Flêtre und Le Coq de Paille zurück.
Die britische 1. Kavalleriedivision (Generalmajor Beauvoir De Lisle) drängte nach Messines vor, in der Abenddämmerung des 13. Oktober gelang es bei Godewaersvelde den Mont des Cats zu besetzen. Die Kavallerie rückte um 6:00 Uhr im Nebel in Richtung Lys zwischen Houplines und Comines vor. Ein deutscher Angriff bedrohte die linke Flanke der 1. Kavalleriedivision, die trotz erheblicher Verluste ihre Position auf den Höhen von Messines Ridge hielt. Deutsche Kavallerie erreichte am 14. Oktober Gheluvelt und Becelaere, wo auch bereits britische Streitkräfte (7. Division) von Ypern nach Osten vorrückten. Als deutsche Kavallerie den Vorstoß nach Nordwesten fortsetzte, bekämpfte die britische Kavallerie die abgestiegene Soldaten und wurde an der Linie Messines-Wytschaete gestoppt. Aus diesem Zusammenstoß entwickelten sich die folgenden Kämpfe beidseitig von Armentières und um Messines.

## Schlacht um Armentieres

### Erste Phase

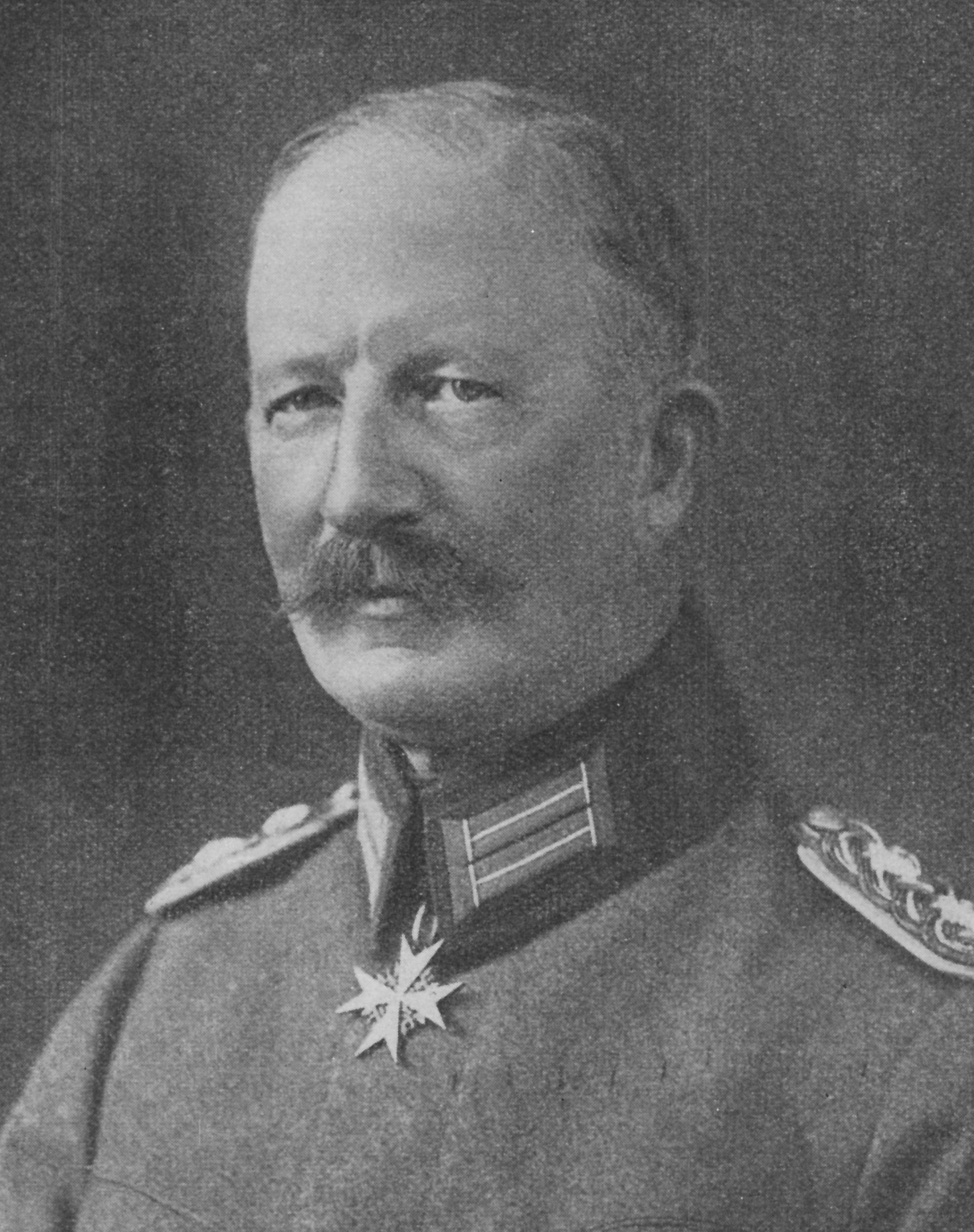
General Max von Fabeck

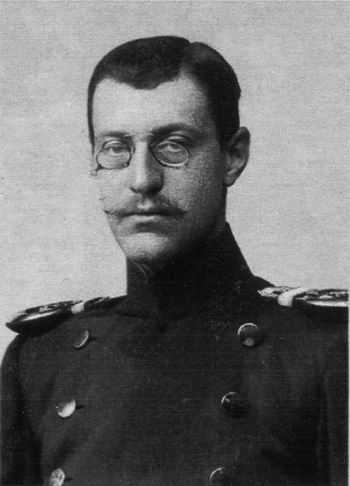
Generalleutnant Wilhelm Herzog von Urach, Kommandeur der württembergischen 26. Division

Am 13. Oktober traf das englische III. Korps auf das deutsche 4. Kavalleriekorps unter General von Hollen, das vor Méteren und Estaires erste englische Angriffe abgewiesen hatte und sich entlang des Beckens von Méteren eingegraben hatte. Die Engländer sollten diese Verteidigungslinie angreifen, bevor deutsche Infanterie nachgerückt wäre. Ein Angriff über La Couronne auf Fontaine begann um 14:00 Uhr und erreichte unter Verlust von 708 Mann bis zum Abend die Linie Outtersteene-Méteren. Rechts davon unterstützte französische Kavallerie den Kampf. Regen und Nebel machten die Luftaufklärung am 14. Oktober unmöglich, doch Patrouillen konnten feststellten, dass die Deutschen nördlich Armentieres die Lys überquert hatten. Der Lys-Abschnitt bei Estaires wurde von der französischen Kavallerie kontrolliert, deutsche Kavallerie verhinderte aber das weitere Vordringen der Verbündeten im Raum 8,9 km westlich von Menen über Comines, wo in der Nacht auch die Vorhuten des deutschen XIX. Korps eingetroffen waren. Das Kavalleriekorps von Hollen musste wegen Bedrohung der Nordflanke in der Nacht zum 14. Oktober auf die Linie Nieppe—Steenwerck—Sailly—Estaires zurückgenommen werden. Das XIX. Armeekorps stellte sich westlich, das XIII. Armeekorps südöstlich von Lille zum Großkampf bereit. Im Raum Warneton hatten deutsche Truppen in Houthen und Hollebeke Fuß gefasst, der Angriff gelang ohne große Verluste. Der äußerste linke Flügel der B.E.F., die 7. Division war im Raum 10 km südöstlich Ypern vorgegangen und hatte den Auftrag, sich bei Vieux Chien an der Straße Ypern—Menen einzugraben.
Am Morgen des 15. Oktober versuchten die deutschen Truppen zwischen Messines und dem Kanal von Comines an den Linien des englischen Kavalleriekorps durchzubrechen. Kavallerie und Einheiten der deutschen 26. Division marschierten nach Norden ab, um Menen zu besetzen. Im Blick auf das weitere Vordringen nach Osten, befahl General French dem Kavalleriekorps Allenby am 15. die Lys-Übergänge bis zum Eintreffen des III. und IV. Corps zu sichern. Am Abend des Tages sicherte die englische 2. Kavalleriedivision den Lys-Abschnitt von Armentières bis zum Comines-Kanal. Am rechten Flügel des englischen IV. Corps wurde die britische 3. Kavalleriedivision bis Hollebeke etabliert, ihre Linie vom II. Bayerischen Korps noch nicht angegriffen aber durch die deutsche Artillerie beschossen. Allenby befahl der 2. Kavallerie-Division weiter anzugreifen, obwohl General Gough auf 6,4 Kilometer Front nur 1.500 Mann und 10 Kanonen zur Verfügung hatte und obwohl zur Verteidigung dieses Abschnitt 10.000 Mann und 50 Kanonen als notwendig angesehen wurden. Die 6. Kavallerie-Brigade (Brigadegeneral Campbell) hatte im Zusammenwirken mit der 7. Division eine Lücke zu schließen, welche die linke Flanke bedrohte. Die führenden deutschen Einheiten waren nur mehr 4,8 km von Ypern entfernt, drängten aber an diesem Tag nicht weiter. General Foch sandte dem britischen IV. Corps (General Henry Rawlinson) 8 Bataillone des französischen XVI. Korps (General Louis Taverna) nach Hollebeke und die 32. Division nach St. Eloi als Verstärkung zur Hilfe.
Bis zum 15. Oktober waren die Infanterieregimenter der deutschen 40. Division an der Lys von Warneton nach Süden bei Basseville und Frelinghien aufmarschiert, die Außenposten waren bis nach Pont Rouge und Le Touquet vorgeschoben. Das deutsche XIX. Armeekorps lag nun mit dem gesamten englischen III. Corps im Kampf: - die 89. Infanterie-Brigade bei Englos und hinter La Vallee (mit einer Abteilung in Frelinghien); die 47. Brigade bei Lomme und hinter Prémesques; die 48. und 88. Brigade in Verlinghem; je eine Brigade der 26. Division im Raum Menen und der neu herangeführten 25. Reserve-Division (Generalmajor Wolf von Helldorff) standen zwischen Frelinghien - Menen. Tagsüber versuchten die alliierten Streitkräfte eine durchgehende Linie zur Nordsee zu bilden, wobei sich die 3. Kavalleriedivision südlich von Ypern mit der 7. Division verband und dem IV. Corps unterstellt wurde. Die Infanterie des III. Corps schob sich bei Sailly, Bac St. Maur, Erquinghem und Pont de Nieppe an den Fluss Lys her und blieb mit der Kavallerie bei Romarin verbunden. Die Deutschen drängten die 3. Kavallerie-Brigade gegen Mittag aus ihren Positionen. Die Infanterie erreichte die Linie von Steenwerck bis Dranoutre, am Abend waren Bailleul und Le Verrier besetzt und am nächsten Tag begann der Vormarsch zur Lys, wo Kavalleriekämpfe mit deutschen Einheiten weitere Aktionen verzögerten.
Die Briten konnten die Lys-Übergänge am späten Nachmittag des 16. Oktober sichern, die 4. Division besetzte am 17. Oktober Armentières und rückte am 18. Oktober durch das Lys-Tal vor. Am 18. Oktober hatten sich die Deutschen an einer Dörferlinie verschanzt, die zwischen Lille und Armentieres von Fournes - Radinghem - La Vallee - Perenchies - Verlinghem verlief. Das 4. Kavalleriekorps unter von Hollen wurde aus der kurzfristigen Reserve bei Lille geholt um das XIII. Armeekorps in der Stellung zwischen Warneton und Menen freizumachen. Dabei wurde da neugebildete H. Kav. Komdo. 5 (Generalleutnant von Stetten) mit der 3. und bayerischen Kavallerie-Division im südöstlichen Vorfeld von Ypern, die Gruppe des Generalmajor von Schmettow mit der 6. und der 9. Kavallerie-Division auf Messines und die Gruppe Richthofen (Garde- und 4. Kavallerie-Division) auf La Toche-Warneton vorgeschoben. In Richtung auf Sailly verblieb das 4. Kavalleriekorps angesetzt.
General Pulteney wollte zuerst die feindlichen Streitkräfte vom Kamm bei Perenchies vertreiben; welche erstens seinen rechten Flügel bedrohten und zweitens musste er in den Besitz von Frelinghien kommen, um über den dortigen Durchgang über die Lys die Verbindung der 4. Division auf beiden Seiten des Flusses zu erlangen. Die 6. Division hielt die Linie Radingham - La Vallee - Ennetieres - Capinghem - Premesques. Die 4. Division hielten die Strecke von L'Epinette den Fluss an einer Stelle 400 Meter südlich von Frelinghein, und von dort zu einem Punkt eine halbe Meile südöstlich von Le Gheer. Pulteney befahl der 6. Division die Linie von La Vallée nach Perenchies anzugreifen, auch die 4. Division wurde angewiesen, Frelinghien von beiden Seiten des Flusses anzugreifen. General Keir (6. Division) schickte die 18. Brigade (Brigadegeneral W. N. Congreve) um 6.30 Uhr gegen die Dörfer La Vallée - Paradis (südlich von Premesques) und die 17. Brigade (Brigadegeneral W. R. B. Doran) gegen Premesques - Perenchies. Die 16. Brigade (Brigadegeneral E.C. Ingouville-Williams) blieb anfangs in Reserve, sollte dann aber rechts bei Hameau de Bas und Bacquart und vor Radinghem vorzufühlen. Im Hauptquartier des III. Korps hatte man erkannt, dass die deutschen Truppen gegenüber der Division des Generals Keir schwächer waren und um 11.30 Uhr ging die 6. Division vor, um den Gegner auf der Linie Funquereau (eine Meile westlich von Verlinghem)- Frelinghien einzudämmen. Die 16. Brigade sollte in Zusammenwirken mit der französischen 10. Kavalleriedivision (vom 1. Kavalleriecorps Conneau) Radinghem anzugreifen. Links von der 16. Brigade wurde die 18. Brigade gegen Ennetieres-Capinghem angesetzt. Das leichte Durham-Infanterieregiment auf der rechten Flanke etablierte sich östlich von Ennetieres. Das East Yorkshire Regiment auf der Linken wurde jedoch durch Feuer von Maschinengewehren von links behindert, das auch die Leinsters der 17. Brigade bei Prémesques verhinderte den Mont de Premesques südlich davon einzunehmen. Bei Einbruch der Dunkelheit standen die East Yorkshire noch eine halbe Meile von Capinghem entfernt, es hatte 75 Mann verloren und das leichte Durham Regiment nur 100 Mann.
Das Generalkommando XIII. A.K. übergab die Stellungen von Warneton nach Menen an die deutschen Kavalleriedivisionen und bezog mit der 26. Division am linken Flügel des XIX. Korps neue Positionen. General Pulteney befahl der 4. Division für den 18. Oktober Freilingham zu nehmen. Um 6:30 früh rückte die 10. Brigade (Brigade-General Aylmer Haldane) am rechten Ufer der Lys bei Le Gheer und am linken Flügel die 12. Brigade vor. Die 10. Brigade war am rechten Ufer vorgerückt, die 12. Brigade (Lt.-Col. F. G. Anley) besetzte Ploegsteert und platzierte Artillerie auf dem Hügel 63, die berittenen Truppen der 4. Division erreichten Neuve Eglise, wo sie die Verbindung mit der 1. Kavallerie-Division des Korps Allenby herstellten. In der Nacht zum 19. Oktober hatte sich das englische III. Corps auf die Linie Prémesques, Ennetières und Radinghem vorgekämpft. An der südlichen Flanke der 18. Brigade hatte sich ein Bataillon der 16. Brigade östlich von Radinghem eingegraben, während die anderen drei Bataillone eine Reservelinie von Rouges Bance nach Le Quesnoy, La Houssoye und Bois Blance auf halbem Weg zum Bois du Grenier einnahmen.
Deutsche Gegenangriffe mit der 26. Division (1. Königlich Württembergische) (General Herzog von Urach) begannen am 19. Oktober nach einem einstündigen Bombardement ab 7:00 Uhr mit schweren Kanonen und Haubitzen. Der deutsche Angriff sollte die Großoffensive der 4. Armee beidseitig Ypern an der Südflanke unterstützen. Ein Angriff der deutschen 51. Infanterie-Brigade (Generalmajor von Stein) um 13:00 Uhr wurde zurückgeschlagen, aber ein Bataillon der englischen 18. Brigade musste auf den östlichen Rand von Ennetières zurückgehen, nachdem der deutsche Angriff weiter nördlich erfolgreich verlief. Die 18. Brigade hatte eine Front von etwa 4,8 km mit drei Bataillonen und wurde an der rechten Flanke angegriffen, wo die Dörfer Ennetières und La Vallée ineinander übergingen. Ein weiterer deutscher Angriff wurde um 13:00 Uhr auf Ennetières ausgeführt und wieder von den Engländern zurückgeschlagen. Ganz außen rechts von der 18. Brigade waren fünf Kompagnien über 1.400 Meter bis zur Naht mit der 16. Brigade verteilt. Um 15:00 Uhr begann die deutsche Artillerie die Bombardierung der Stellungen der 18. Brigade von Nordosten her, in der Dunkelheit schickte man dann drei Bataillone der 52. Infanterie-Brigade (Generalmajor von Teichmann) und Teile der 25. Reserve-Division nach vorne, um die britischen Positionen zu stürmen. Zwei Kompanien des Infanterie-Regiment 125 drangen von Westen her und vier Kompanien des Infanterie-Regiments 122 und ein Bataillon des Infanterie-Regiments 125 brachen vom Süden her in Ennetières ein, dabei wurden britische Truppen umzingelt und gefangen genommen. Ein weiterer Angriff aus dem Osten führte dazu, dass sich die britische Infanterie östlich des Dorfes auf die Westseite des Dorfes zurückzog, wo sie von deutschen Truppen überrascht wurden, die von La Vallée her vorrückten, das nach 18:00 Uhr gefallen war. Einige der umzingelten Truppen kämpften bis 5:15 Uhr am nächsten Morgen weiter. Die deutsche Infanterie nutzte den Erfolg nicht aus und britische Truppen an der Nordflanke konnten sich auf eine Linie 1,6 km westlich von Prémesques zwischen La Vallée und Chateau d'Hancardry zurückziehen und eine neue Linie stabilisieren. Nördlich der 18. Brigade hielt ein Bataillon der 17. Brigade eine Linie von Epinette nach Prémesques und zum Mont des Prémesques, die bis 8:00 Uhr früh von der deutschen Artillerie bombardiert und dann von der 24. Division von XIX. Armeekorps angegriffen wurde. Prémesques fiel an die Deutschen, die zudem die meisten Reserven am linken Flügel der 6. Division auf sich zogen. Nach dem Verlust des Dorfes bildete sich eine Verteidigungsflanke, die die Verteidigung des Mont des Prémesques, der um 16:30 Uhr fiel, verlängern konnte. Die 6. Division hatte 2.000 Mann Verluste, 1.119 in der 18. Brigade, aber General Keir war zuversichtlich, dass seine Division durchhalten konnte, als auch die 19. Brigade und das französische 1. Kavalleriekorps tagsüber auf der rechten Flanke eingriffen.
An der Front der 4. Division (Generalmajor H.F.M. Wilson) im Norden begann um 8:00 Uhr ein deutsches Bombardement mit schwerer Artillerie auf Armentières, das dazu führte, dass das Hauptquartier des III. Korps nach Bailleul zurückverlegt werden musste. Die 4. Division hatte ihren Angriff auf Frélinghien fortsetzen, um eine bessere Kommunikation über die Lys und die im Morgengrauen angegriffene 10. Brigade zu erreichen. Links davon wurde die 12. Brigade vor dem Gehölz von Ploegsteert bei Le Gheer ab Mittag angegriffen. Als es dunkel wurde, kämpfte sich deutsche Infanterie auf 500 Meter an die britische Linie heran und grub sich ein. Während des Nachmittags hatte Pulteney der 4. Division befohlen, ihre Positionen zu halten und am Abend die von Generalleutnant E. Allenby erbetene Unterstützung im Norden vor Messines zu geben. Die deutschen Angriffe führten beim Gegner zu schweren Verlusten, dadurch konnte das XIII. Korps beginnen, ab 19. Oktober Verstärkungen nach Fromelles zu verschieben.

### Zweite Phase

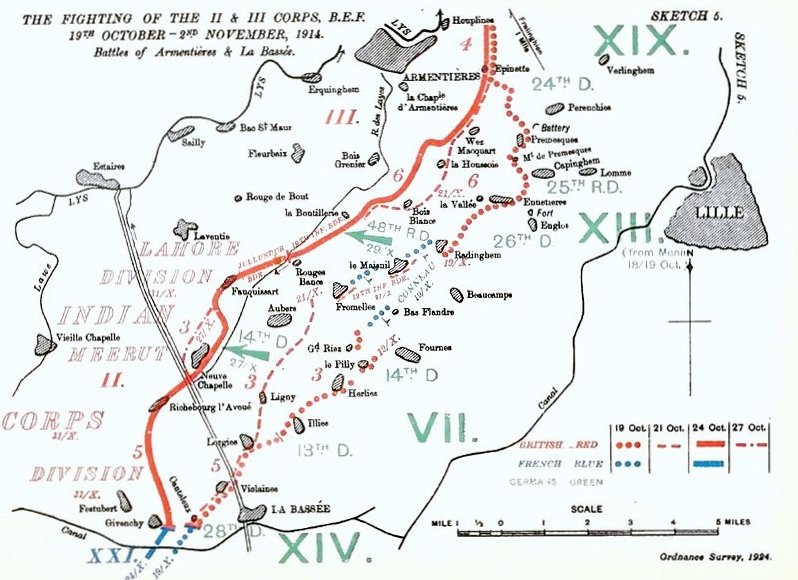
Schlachtskizze 19. Oktober bis 2. November 1914

Am 20. Oktober griff die deutsche 6. Armee an der ganzen Front von Roclincourt bis nach Armentières an. Die Offensive am 21. Oktober zwischen La Bassée bis nach St. Yves durch das XIV., VII. und XIII. A.K. gegenüber der britischen 6. Division brachte nur geringe Fortschritte, und der Angriff des XIX. A.K. gegen die britische 4. Division gewann gar keinen Boden, aber er verhinderte den Abzug englischer Reserven nach Ypern. Die Schützengräben des III. Corps wurden ab dem frühen Morgen bombardiert, insbesondere im Raum Frélinghien. Um 5:15 Uhr morgens griffen die Deutschen die 12. Brigade in Le Gheer an und überrannten die Verteidigung eines Bataillons auf der linken Flanke, das sich darauf etwa 370 Meter zurückziehen musste. Der Verlust von Le Gheer verursachte Unruhe und flankierte das englische Kavalleriekorps im Norden nach St. Yves. Nach der Rückeroberung von Le Gheer am Abend des 20. Oktober gab General French dem III. Corps den Befehl, die Positionen zu halten, was für die 4. Division einfach war, da sich das deutsche Artilleriefeuer, Scharfschützen und kleinere Angriffe bis zum 29. Oktober hauptsächlich gegen die 6. Division beschränkten.
Das deutsche XIII. Armeekorps hatte nach Süden umgruppiert und hatte am 21. Oktober die 19. Brigade bei Radinghem angegriffen. Am 21. Oktober wurde der Befehlsbereich an der Südflanke des englischen III. Corps erweitert, wobei die Stellungen der 19. Brigade um Fromelles übernommen wurden, wodurch ein deutscher Einbruch zwischen dem II. und III. Corps bei Le Maisnil im Anschluss an die 3. Division beseitigt werden konnte. Ein britischer Gegenangriff kurz nach 9:00 Uhr angesetzt, konnte außer bei Le Touquet, alle am Vortag verlorenen Gräben wiedererlangen. Zwei Bataillone der 11. Brigade und zwei Kompanien der 12. Brigade wurden nach Norden abgesandt, um das Kavalleriekorps auf dem Hügel 63 zu verstärken und den nordwestlichen Teil des Waldes von Ploegsteert zum Schutz der Nordflanke zu besetzen. Gegen 11:00 Uhr begann die deutsche Artillerie, Le Maisnil im Rahmen eines neuen Angriffs auf das II. Corps im Süden zu bombardieren. Am Nachmittag wurde das Dorf dann bis zum Einbruch der Dunkelheit angegriffen, wodurch die Verteidiger von Le Maisnil etwa 1.100 Meter zurückgedrängt und 300 Gefangene eingebracht werden konnten. Bis Mitternacht wurde die englische 19. Brigade nach La Boutillerie zurückgedrängt, wo sie sich wieder eingraben konnte. Die deutschen Infanterieregimenter 122 und 125 der 26. Division schienen den britischen Rückzug nicht sofort zu bemerken, nachdem sie zuvor bei der Erstürmung von La Vallée zu weit nach Süden abgekommen waren. Die Besorgnis des Generals French im Hauptquartier über die Abwehrkraft des Kavalleriekorps führte dazu, dass das III. Corps aufgefordert wurde, zwei Kompanien und Teil des eigenen Pionierzuges nach Messines abzugeben. Die 12. Brigade verlängerte zudem ihren linke Flügel von der Lys bei Warnave bis zum Ansatz des Waldes von Ploegsteert und die 11. Brigade übernahm Verteidigungsstellungen im Wald, wodurch die Linie des Kavalleriekorps um 1,6 km verkürzt werden konnte. Der Mittelabschnitt der englischen 6. Division wurde vergeblich vom Reserve-Infanterieregiment 122 der deutschen 25. Reserve-Division angegriffen. Frische deutsche Infanterie, die aus Zügen an der Linie La Vallée - Armentières ausgeladen wurde, konnte mit Maschinengewehrfeuer niedergehalten und die gegnerische Feldartillerie aus Ennetières vertrieben werden.
Ab 22. Oktober folgten weitere Angriffe des deutschen XIX. und XIII. Armee-Korps mit der 48. Reserve-Division als Reserve, insbesondere gegen die Front der 16. Brigade, welche bei Le Quesnoi einen nach Süden gerichteten Frontvorsprung, 4,8 km südöstlich von Armentières verteidigte. Im Morgengrauen des 23. Oktober nutzte die deutsche Truppe den Morgennebel um in die britische Stellungen zu infiltrieren. Erst nach verlustreichen Nahkämpfen konnte die Lage von den Engländern wieder hergestellt werden, indem die 10. Brigade ihre Front nach Süden bis nach La Chapelle-d'Armentières verlängerte. Die 10. Brigade machte dadurch Teile der 12. Brigade frei, die in die Reserve versetzt werden konnten und löste am 24. Oktober auch die 17. Brigade der 6. Division bis zur Rue du Bois ab, wodurch die Front der 4. Division auf 13 Kilometer verlängert wurde. Am 23. Oktober konnten die Franzosen aus Fromelles vertrieben werden, wobei die rechte Flanke des III. Corps - die indische Jullundur-Brigade der Lahore-Division offen gelegt wurde. Das französische I. Kavalleriekorps kehrte in die Reserve der Armeegruppe Foch zurück.
Am 24. Oktober unternahm die 6. Armee einen neuen Angriff vom La Bassée-Kanal bis zur Lys, wurde aber vor der Front des III. Corps abgewiesen, nur bei der 16. Brigade erfolgten Einbrüche. Die Kämpfe dauerten den ganzen Tag und gegen Mitternacht stimmten die Kommandeure der 16. und 18. Brigade dem Rückzug der 16. Brigade auf etwa 460 Meter in die zweite Reservelinie zu, die bereits von Touquet zur Flamengrie-Farm gezogen worden war. Kurz nach Mitternacht am 24./25. Oktober begann ein weiterer deutscher Angriff, und in der Nacht vom 25. auf den 26. Oktober setzte sich die englische 16. Brigade im Dunkeln ab, sie hatte in zwei Tagen 585 Mann verloren.
Bis 26. Oktober waren die Stellungen des III. Corps unter deutschen Artillerie-Bombardements und Scharfschützenfeuer ausgesetzt, jedoch keinen Infanterieangriffen. Die 6. Division nutzte die Atempause, um sich tiefer einzugraben, Kommunikationsgräben auszubauen und Reserve für lokale Gegenangriffe bereitzustellen. Nach einem weiteren großen Artillerie-Bombardement am 27. Oktober konnte die 16. und 18. Brigade alle deutschen Angriffe zurückweisen. Ein starker deutscher Angriff wurde am 28. Oktober im Morgengrauen auf ein Bataillon der 18. Brigade durchgeführt, das einen markanten Punkt östlich der Eisenbahnlinie La Bassée - Armentières in der Nähe der Rue du Bois hielt, indem es durch zerstörte Gebäude in die gegnerischen Linie einsickerte. Die Divisionen des deutschen XIII. Armeekorps und die Infanterieregimenter 107 und 179 des XIX. Armeekorps überrannten ein britisches Bataillon, wurden dann aber selbst angegriffen und zurückgedrängt. Am 29. Oktober um 2:00 Uhr morgens wurde die englische 19. Brigade südlich von La Boutillerie angegriffen, was zunächst den Verlust eines Teils der vorderen Gräben zur Folge hatte, dann aber als die Reserven eingriffen wieder gewonnen werden konnten.
Auf englischer Seite gab es im Raum Armentieres Ende Oktober nur noch wenige Reserven, darunter die Firozpur-Brigade (von der indischen 3. (Lahore)-Division), einige Bataillone kamen aus anderen Divisionen. Die 6. Division organisierte am 30. Oktober alle Reserven um diese der 4. Division nördlich der Lys zuzuführen und um das Kavalleriekorps zu verstärken. Am Nordufer der Lys erfolgte nach dem Feuerschlag der Artillerie im Morgengrauen ein deutscher Angriff gegen die Front der 11. Brigade, wo ein Bataillon auf der Höhe von Le Gheer bis zum Fluss Douve verteilt war. Es gab dort noch keine durchgehenden Gräben und die isolierten Stützpunkte hatten keine Kommunikationsverbindung. Das Infanterieregiment 134 der deutschen 40. Division begann das Bataillon zu überrennen, bis ein Gegenangriff die Deutschen zurückdrängte. Die Deutschen zogen sich zurück, noch bevor der eigene Gegenangriff angesetzt werden konnte.
Anfang November wurde südlich der Lys das deutsche Artilleriefeuer und lokale Angriffe fortgesetzt und das englische Kavalleriekorps konnte aus Messines verdrängt werden, wodurch die Nordflanke des III. Corps in einem Zeitpunkt offen gelegt wurde, an welchem das III. Corps eine 19 km lange Front mit stark erschöpften Einheiten verteidigen musste. General Pulteney berichtete dem Hauptquartier der B.E.F., dass die 4. Division einem weiteren großen Angriff nicht standhalten könne. Die Franzosen schickten darauf zwei Bataillone nördlich vom II. Corps und gab dem Korps die Erlaubnis, sich bei Bedarf auf eine Reservelinie von Fleurbaix nach Nieppe und Neuve Eglise zurückzuziehen. Die Tagesration an Artillerie-Munition wurde von vierzig Schuss pro Tag für jeden 18-Pfünder und zwanzig pro Tag für jede 4,5-Zoll-Haubitze verdoppelt, wodurch die 4. und 6. Division in die Lage versetzt wurde, ihre Front weiterhin halten zu können.

### Kämpfe um Messines
Am 30. Oktober griff die wieder über Warneton an den südlichen Flügel der Gruppe Fabeck (XV. und Bayerisches II. A.K.) umgruppierte württembergische 26. Division gegen Messines an. Um 7.45 Uhr vormittags eröffnete die deutsche Artillerie das Feuer gegen den Abschnitt zwischen Wambeke und St. Yves. Die 51. Infanterie-Brigade erreichte beim Vorgehen auf Messines die Bethleem Ferme, rechts davon stand die bayerische 3. Division an der Hoogeschur Ferme. Das Füsilier-Regiment Nr. 122 der 52. Infanterie-Brigade konnte die Straße Gaapard-Wambeke überschreiten. Rechts sollte mit der Unterstützung der Garde-Kavallerie-Division ein weiterer Angriff auf Wytschaete erfolgen, um den linken Flügel des bayerischen II. Armeekorps (bayerische 3. Division) zu entlasten. Der Kampf setzte sich die ganze Nacht über fort, nach einem stundenlangen Häuserkampf konnte Wytschaete morgens gegen 5:00 Uhr eingenommen werden. Durch den Gegenangriff musste der Ort und der Höhenrücken jedoch wieder aufgegeben werden.
Am gleichen Morgen um 10:30 Uhr griff die deutsche 26. Division Messines an und konnten das Dorf bis zum Ende des Tages zur Hälfte erobern. Die Front verlief jetzt mitten durch den Ort. Die Briten führten einen Häuserkampf, die 9. und 13. Brigade zogen sich aus Messines zurück und führten gegen Mittag einen neuen Vorstoß auf der Straße nach Messines. Die Brigaden beschäftigten die bayerische 6. Reserve-Division und hinderten sie daran, ihrerseits die 26. Division zu unterstützen.

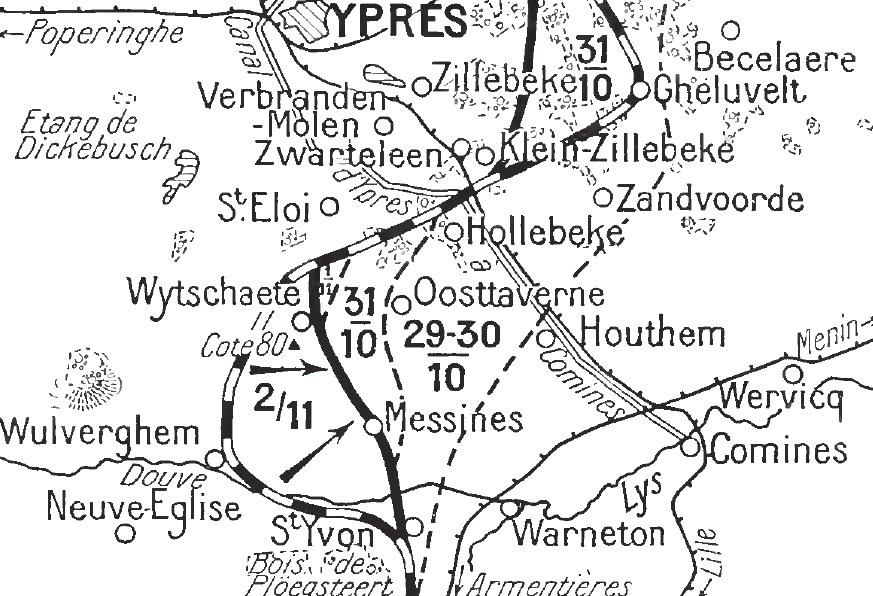
Französische Gegenoffensive bei Messines am 2. November 1914

Am 31. Oktober konnte das Infanterie-Regiment Nr. 125 im Häuserkampf in das Stadtzentrum von Messines eindringen. Anfang November kämpfte die 51. Infanterie-Brigade am Douvebach und die vorgezogene 11. Landwehr-Brigade sicherte am Süd- und Westfront von Messines.
Die Engländer besetzten den Ort Wulverghem und sicherten ihre Stellungen bei Haubourdin, der Kampf um die Höhen von Messines dauerte an. Englische Flugzeuge waren ebenfalls eingesetzt und griffen die Bodentruppen an und beschossen vorrückende deutsche Kolonnen. Die deutsche 3. Division (Generalleutnant von Trossel) wurde zusätzlich herangezogen, um die Briten aus Wytschaete zurückzutreiben. Die als Verstärkung eingetroffene französische 32. Division (General Achille Louis Bouchez) vom XVI. Korps (General Grossetti) sollte die Briten verstärken, die 39. Division (General Georges Victor Dantant) wurde beauftragt, Messines zurückzuerobern. Der Angriff der 39. Division schlug fehl, aber die 32. Division konnte mit den verbleibenden Briten die Bayerische 6. Reserve-Division aus Wytschaete vertrieben. Am Morgen des 1. November hatten die Deutschen die Linie bei beiden Orten gesichert, aber die Kämme westlich der Linie Wytschaete - Messines wurden von der französischen 32. Division gehalten. Die britische 7. Division hatte nur noch 2380 Mann, wurde von der neu eingetroffenen 8. Division abgelöst und wurde aus der Linie gezogen. Die Front im südlichen Flandern wurde stiller, die Aktionen beschränkten sich auf Überfälle beider Seiten und den schweren Beschuss von Ypern durch die deutsche Artillerie. Die Deutschen haben am 10. November ihre letzten Anstrengungen gegen Ypern unternommen.
Zum Angriff auf den Kemmelberg und Wytschaete wurde der 26. Division die 3. Division am 5. November taktisch unterstellt und die Gruppe Urach etabliert.

## Zusammenfassung
Seit dem 18. Oktober 1914 war die gesamte Westfront lückenlos geschlossen. Umfassungsmanöver der Gegner waren danach nicht mehr möglich, als einzige Option den Feind niederzuringen, blieb nur noch die Möglichkeit, seine Verteidigungsanlagen mit Frontalangriffen zu durchbrechen.
Der Angriff der französischen und britischen Truppen am 31. Oktober stabilisierte die Front bei Messines nachhaltig, es folgte ein jahrelanger Stellungskrieg. Vom 15. bis 31. Oktober hatte das englische III. Corps in der Schlacht von Armentieres etwa 5780 Mann verloren, davon die 4. Division 2070 Mann und die 6. Division 3750 Mann. Dazu kommen die Verluste des Korps Allenby im Raum Messines. Die gesamten deutschen Verluste von La Bassée bis zum Meer vom 13. Oktober bis 24. November betrugen 123.910. Mann, dabei sind die Kämpfe der 4. Armee vor Ypern und Dixmuiden aber mit eingeschlossen.